# José Ignacio Villegas Echeverri
José Ignacio Villegas Echeverri (Antioquia, 1818-?, 1914) fue un empresario, terrateniente y político colombiano, miembro del Partido Conservador Colombiano.  
Villegas fue Alcalde de Manizales. 

## Biografía
Siendo sus padres Pedro Pablo Ignacio Villegas Restrepo y su madre María Josefa Echeverri Restrepo, Villegas Echeverri era bisnieto de Felipe Villegas Córdoba. 
Incursionó en la compra de propiedades en 1856 y en 1857 fundó Villegas & Hermanos con su hermano Federico, con quien compró grandes lotes de tierras en el sur de Antioquia, en el marco de la colonización antioqueña. Recibió la concesión por parte de los gobiernos estatales de Antioquia y Tolima para construir el camino del Aguacatal y de La Elvira, obras que fueron fundamentales para comunicar el Río Magdalena con el centro del país, agrandando así su patrimonio sumado a sus actividades de compra y venta de terrenos.  
Formaba del llamado grupo de "los 18 notables", las 18 personas más influyentes de la ciudad de Manizales, y para 1890 era el sexto hombre más rico de la ciudad, con una riqueza de aproximadamente 48.000 pesos.
Fue accionista del Banco Prendario, fundado en 1891, y socio fundador del Banco de Manizales. También accionista del Banco Industrial (1881), Crédito Antioqueño y del Banco de Caldas (1910). También fue socio de firmas cafeteras de gran relevancia, con sucursales en ciudades como Pereira y Cali. 
Fue miembro del cabildo (concejo) de Manizales en cinco ocasiones ocasiones: en 1864, en 1867, en 1873 y dos veces en 1875. 
A su muerte en 1914 era el cuarto hombre más rico de la ciudad, con una fortuna de 121.225 pesos. Sus hijos incluyen al gobernador de Caldas José Ignacio Villegas Jaramillo, y el Ministro de Obras Públicas, Aquilino Villegas Hoyos. Su yerno fue el banquero Juan Antonio Toro Uribe, casado con su hija Emilia Villegas Jaramillo.  